# 5100 Pasachoff
5100 Pasachoff eller 1985 GW är en asteroid i huvudbältet som upptäcktes den 15 april 1985 av den amerikanske astronomen Edward L.G. Bowell vid Anderson Mesa Station. Den är uppkallad efter den amerikanske astronomen Jay M. Pasachoff.
Asteroiden har en diameter på ungefär 11 kilometer.